# پرستو (فیلم)
پرِستو (به انگلیسی: Presto) یک فیلم کوتاه پویانمایی رایانه‌ای از پیکسار و محصول سال ۲۰۰۸ است که پیش از فیلم بلند وال-ئی این استودیو در سینماها پخش می‌شد. داستان فیلم در مورد پرستو است؛ شعبده‌بازی که تلاش در اجرای یک نمایش دارد، اما خرگوشش الک، تا هویجش را نگیرد، با او همکاری نمی‌کند. این فیلم کوتاه، یک ادای احترام آکنده از طنز به کارتون‌های کلاسیکی چون تام و جری و لونی تونز و همچنین آثار تکس اوری است. پرستو را پویاگر کهنه‌کار پیکسار، داگ سوئیتلند، کارگردانی کرده و این نخستین کارگردانی وی بوده‌است.
ایدهٔ اصلی این فیلم، شامل شعبده‌بازی بود که یک خرگوش که از اضطراب اجرا رنج می‌برد را وارد کار خود کرده‌است. این بسیار طولانی و پیچیده دانسته شد و دوباره روی ایده کار شد. در مورد طراحی تئاتر فیلم پرستو، سازندگان فیلم از چندین سالن تئاتر و تالار اپرا برای گرفتن ایده‌های طراحی صحنه بازدید کردند. هنگام تلاش برای پویاسازی ۲۵۰۰ تماشاگر تئاتر، مشکلاتی پدید آمد؛ این کار بسیار پر خرج پنداشته شد و مشکل با نشان دادن پشت حاضران، حل شد.
واکنش‌ها به این فیلم کوتاه، مثبت بود و منتقدان وال-ئی نیز آن را لذت‌بخش خواندند. پرستو همچنین نامزد دریافت جایزه آنی و جایزه اسکار شد. در نمایش انیمیشن نمایش‌ها در سال ۲۰۰۸ نیز قرار گرفت.

## داستان
شعبده‌باز دوران وودویل، پرستو دی‌جوتاجونه به دلیل حقهٔ کلاهی که در آن، خرگوش خود که الک آزم نام دارد را از کلاهش بیرون می‌کشد، مشهور است. الک گرسنه و خشمگین‌شده در قفسی زندانی است و نمی‌تواند به هویجش دست یابد. پس از بازگشت پرستو از خوردن وعدهٔ غذایی‌اش، او شروع به تمرین نمایش خود با الک می‌کند؛ اینجاست که برای بیننده فاش می‌شود که کلاهش به شکلی جادویی به یک کلاه جادوگری که در پشت صحنه به همراه الک است، پیوند دارد. هر چیزی که به هر کدام از کلاه‌ها وارد شود، از دیگری بیرون می‌آید.
پرستو با قصد دادن غذای الک، در می‌یابد که نمایش او در حال شروع شدن است و درست پیش از دادن هویج، با عجله روی صحنه می‌رود. با این رخداد، الک از همکاری با شعبده‌باز خودداری می‌کند و کلاه‌ها را به شیوه‌های گوناگونی بر ضد پرستو به‌کار می‌بندد و میزان حس حقارت شعبده‌باز را افزایش می‌دهد؛ خرگوش کاری می‌کند که شعبده‌باز انگشت خود را در تله موش بگذارد، با تخم مرغ به چشمش بزند و سرش در یک استوانهٔ تهویه، مکیده شود. تماشاگران هر کدام از این رخدادها را به عنوان بخشی از نمایش تردستی می‌پذیرند. در همین هنگام، پرستو به ضدیت با الک ادامه می‌دهد؛ وی ابتدا هویج را به گل تبدیل کرده و بعداً آن را با تکه‌ای از یک نردبان، خرد می‌کند. پس از این، پرستو با گیر افتادن دستش در یک پریز برق، شوک الکتریکی دریافت می‌کند.
پرستو که از رفتار الک، آزرده شده‌است، در پشت پرده‌ها به او یورش می‌برد اما به شکل تصادفی مجموعه‌ای از لوازم آویزان‌شدهٔ صحنه را آزاد می‌کند و پایش در یک طناب، گیر می‌کند. کمی بعد، او به بالا کشیده می‌شود و هنگامی که طناب دور پایش شل شد، آغاز به افتادن می‌کند و در معرض خطر له شدن توسط وسایل صحنه و همچنین یک پیانو قرار می‌گیرد.

هنگامی که الک از جادوی کلاه بهره می‌برد و جان پرستو را نجات می‌دهد. همچنین در این صحنه، تماشاگران پرشمار حاضر در سالن، از پشت نشان داده شده‌اند تا به تسهیل پویاسازی بینجامد.

با درک این خطر، الک برای نجات شعبده‌باز دست به کار می‌شود و در این راه، از جادوی کلاه استفاده می‌کند. پس از این، او و پرستو ستایش تماشاگران را به دست می‌آورند. پرستو نیز به شکلی سپاسگزار، هویج را (با استفاده از توانایی‌های جادوگری‌اش برای بازگردانی هویج به حالت اصلی) به الک می‌دهد. پس از این، پوستر جدید شعبده‌باز نمایش می‌یابد که خرگوش هم در آن دیده می‌شود (بر خلاف پوستر نخست که کلاه در دست شعبده‌باز بود) و این پوستر، نمایشی با تمرکز بر خرگوش را تبلیغ می‌کند.

## ساخت
پرستو را پویاگر کهنه‌کار پیکسار، داگ سوئیتلند کارگردانی کرده و این نخستین کارگردانی وی بوده‌است. سویتلند صداپیشگی بدون گفتگو را برای هردو شخصیت فیلم در نظر گرفت. او این فیلم را در ابتدای ۲۰۰۷ تدارک دید و در اواخر همین سال، ساختش را آغاز کرد که تا مه ۲۰۰۸ طول کشید. قالب خنده‌آوری پرستو، بسیار از کارتون‌های کلاسیک اثر گرفته‌است. کارتون‌های لونی تونز به کارگردانی تکس اوری اثرگذاری بسیاری داشتند و الک، خرگوش این فیلم کوتاه، به آسانی با باگز بانی مقایسه می‌شده‌است. دیگر تأثیرات نیز شامل تام و جری، برادران مارکس و چارلی چاپلین می‌شود. همچنین طراحی شخصیت پرستو نیز بر پایهٔ ویلیام پاول، هنرپیشهٔ اهل ایالات متحده انجام شده‌است.
ایدهٔ نخست برای سناریو شامل شعبده‌بازی بود که توسط خرگوشش ترک می‌شود. سپس خرگوش دیگری وارد کار شعبده‌باز می‌شود؛ سویتلند این را با ستاره‌ای متولد شده‌است (۱۹۳۷) مقایسه کرده‌است. پس از ورود به کار، خرگوش دچار اضطراب اجرا می‌شود که انواع پیامدها را برای شعبده‌باز در پی دارد. مشکل این ایده، این دانسته شد که بسیار پیچیده و طولانی است و برآورد شد که نیازمند ساخت فیلمی با نزدیک به سه دقیقه زمان بیشتر است و در نهایت دوباره روی ایده کار شد.
در مورد طراحی تئاتر فیلم و برای رسیدن به محیطی بسیار رسمی، سازندگان فیلم از چندین سالن تئاتر و تالار اپرا برای گرفتن ایده‌های طراحی صحنه بازدید کردند که شامل تالار اپرای سلطنتی لندن، کاخ گارنیه پاریس و تئاترهای کلاسیک وودویل مانندِ‌ گیری در سان فرانسیسکو می‌شد. هنگام تلاش برای پویاسازی ۲۵۰۰ تماشاگر تئاتر، مشکلاتی پدید آمد؛ این کار بسیار پر خرج پنداشته شد و مشکل با نشان دادن پشت حاضران، حل شد. پیشنهادهای نخستین شامل نمایش برون‌برش‌هایی از بخش‌های محدودی از تماشاگران بود، اما ایدهٔ نهایی، نشان دادن پشت تماشاگران بود و اینگونه پنداشته شد که یک نمای باز از پشت تماشاگران، به درک حس حقارت شعبده‌باز کمک بیشتری می‌کند. برای صرفه‌جویی در زمان، بیشتر مدل‌های تماشاگران از فیلم پیشین پیکسار، راتاتویی وام گرفته شدند. افزون بر آن، بدن پرستو (از گردن به پایین) در واقع وکیلِ سرآشپز اسکینر است و هویج نیز از همان فیلم آمده‌است.

## بازخوردها
واکنش‌ها به این فیلم کوتاه مثبت بود. در حین بررسی نسخهٔ ویژهٔ دیسکی وال-ئی، کارل کورتز از مجله ایف، پرستو را یک اثر برنده به بهترین و کامل‌ترین شکل نامید. جیک کویل از آسوشیتد پرس اعلام داشت که پرستو «یک پیش‌غذای خوشایند و کارتونی» است که رسم فیلم‌های کوتاه پیش از (فیلم) بلند را زنده نگه می‌دارد. دارن بوان از تلویزیون نیوزیلند پنداشت هرچند که وال-ئی یک «روایت خوشایند» و «به‌راستی زیبا» بود، اما پرستو «تقریباً غرش وال-ئی را دزدید». جیمز سنفورد از روزنامه کلامازو گزت این فیلم کوتاه را یک پیش‌درآمد نمایش باشکوه و خنده‌آور خواند و آن را به عنوان یک نسخهٔ باگز بانی لونی تونز از پرستیژ (فیلم ۲۰۰۶) توصیف کرد. پرستو نامزد دریافت سی و ششمین جایزهٔ آنی برای بهترین موضوع پویانمایی کوتاه شد. این فیلم کوتاه همچنین نامزد جایزهٔ اسکار برای بهترین پویانمایی کوتاه شد اما به انیمهٔ ژاپنی خانهٔ مکعب‌های کوچک باخت.
این دید مثبت، ادامه یافت؛ در اکتبر ۲۰۱۹، گزارشی در وبگاه هاروارد کریمزن، اعلام داشت که این فیلم، از برترین فیلم‌های کوتاه پیکسار است. در آوریل ۲۰۲۰، گزارشی در یاهو! موویز، این فیلم را دومین فیلم کوتاه برتر پیکسار در دیزنی پلاس دانست. همچنین پستی در وبگاه رولینگ استون در نوامبر ۲۰۲۰، اعلام می‌کرد که الک آزم، یکی از ۲۵ شخصیت برتر فیلم‌های پیکسار است.